# グリゴリー・ベリチェフ
グリゴリー・ベリチェフ（Grigory Verichev 1957年4月4日 - 2006年5月25日）は、ソ連クングル出身の柔道家。階級は95kg超級。身長187cm。体重125kg。

## 人物
1981年の世界選手権95kg超級では決勝で山下泰裕に横四方固で敗れたが2位となった。1984年ロサンゼルスオリンピックはソ連がボイコットしたために出場できなかったが、その実質的な対抗大会としてワルシャワで開催されたフレンドシップ・ゲームズでは優勝を飾った。1985年の世界選手権では、準決勝で斉藤仁に内股で一本負けして3位となった。1986年の正力国際では2階級制覇を達成した。この当時は外国勢として最強の選手とみなされていたが、1987年の正力国際では準決勝で明治大学1年の小川直也に払腰で敗れて3位に終わった。しかし、世界選手権では初戦で正木嘉美を隅返の有効で破ると、決勝ではエジプトのモハメド・ラシュワンを判定で破って、30歳にして世界チャンピオンとなった。1988年ソウルオリンピックでは準決勝で東ドイツのヘンリー・ストールに判定で敗れて3位に終わった。1989年の世界選手権では3位だった。
その後引退すると、ソ連のプロ格闘家の組織であるDILA所属となり、大仁田厚率いるFMWにも参戦。初代WFDA世界マーシャルアーツ王座にも輝いたものの、同団体が次第にデスマッチ色を強め、1993年限りで参戦が途絶える。
帰国後はコーチとして活動。2006年5月25日死去。49歳没。

## 主な戦績
(階級表記のない大会は全て95kg超級での成績)
- 1979年 - ソ連国際　2位(95kg級)
- 1981年 - ソ連国際　優勝
- 1981年 - ヨーロッパ選手権　優勝
- 1981年 - 世界選手権　2位
- 1981年 - 日本国際柔道大会　2位
- 1982年 - ソ連国際　95kg超級　3位　無差別　2位
- 1982年 - ヨーロッパ選手権　3位
- 1982年 - 世界学生　優勝
- 1983年 - 正力国際　95kg超級　2位　無差別　3位
- 1983年 - ソ連国際　優勝
- 1983年 - チェコ国際　2位
- 1983年 - ヨーロッパ選手権　無差別　3位
- 1984年 - ソ連国際　95kg超級　3位　無差別　優勝
- 1984年 - チェコ国際　優勝
- 1984年 - ヨーロッパ選手権　無差別　2位
- 1984年 - フレンドシップ・ゲームズ　優勝
- 1984年 - オーストリア国際　優勝
- 1985年 - ハンガリー国際　95kg超級　2位　無差別　優勝
- 1985年 - ヨーロッパ選手権　優勝
- 1985年 - 世界選手権　3位
- 1986年 - 正力国際　95kg超級　優勝　無差別　優勝
- 1986年 - ソ連国際　2位
- 1986年 - グッドウィルゲームズ　優勝
- 1986年 - 嘉納杯　2位
- 1987年 - 正力国際　無差別　3位
- 1987年 - ヨーロッパ選手権　無差別　優勝
- 1987年 - ソ連国際　2位
- 1987年 - 世界選手権　優勝
- 1988年 - ヨーロッパ選手権　優勝
- 1988年 - ソウルオリンピック　3位
- 1989年 - 正力国際　無差別　優勝
- 1989年 - 世界選手権　3位